# Helsingborgs centralstation
Helsingborgs centralstation – stacja kolejowa w Helsingborg, w regionie Skania, w Szwecji. Jest też znana jako Knutpunkten, centrum przesiadkowe dla pociągów podmiejskich i regionalnych, promów oraz autobusów miejskich. Jest to jeden z najbardziej ruchliwych obiektów komunikacyjnych Szwecji. Stacja kolejowa jest jedenasta co do wielkości w Szwecji z 20.600 pasażerów dziennie (2011). Ponadto, pasażerowie korzystają z usług promowych i autobusowych. Przez całe centrum dziennie przewija się 45 000 osób. Budynek to duży kompleks który zawiera również restauracje, puby, sklepy i biura. Obok znajduje się Elite Hotel Marina Plaza z 197 pokojami. Jako stacja kolejowa uznawana jest za jedną z największych budynków stacyjnych w Szwecji i jedna z ośmiu stacji podziemnych w całej Szwecji (Helsingborgstunneln). Istnieją dwa perony podziemnie (4 tory) i perony naziemne, które nie są w powszechnym użyciu. W budynku znajdują się również kilka ważnych funkcji administracyjnych dla miasta Helsingborg.

## Linie kolejowe
- Västkustbanan
- Rååbanan
- Skånebanan